# عقد 1610
عقد 1610 هو عقد امتد بين 1 يناير 1610 و31 ديسمبر 1619 بحسب التقويم الميلادي. سبقه عقد 1600 ولحقه عقد 1620.

## أحداث
- IC 1613 (1613)
- معاهدة ستولبوفو (1617)
- معركة كيب كورفو (1613)
- قرار مجلس الأمن التابع للأمم المتحدة رقم 1612 (1612)
- غزو تبليسي وحرب غوكجة (1614)

## مواليد
- فرديناندو الثاني دي ميديشي (1610)
- ألكسندر الثامن (1610)
- وليام لامبورت (1611)
- صفي الصفوي (1611)
- شارل دو كانج (1610)
- وليام دوبسون (1610)
- الأرشيدوقة ماريا آنا من النمسا (1610)
- فرانشيسكو الأول ديستي (1610)
- دارتانيان (1611)
- عبد الباقي الزرقاني (1611)
- أباظة سياوش باشا الأول (1611)

## وفيات
- رالف فيتش (1611)
- هنري الرابع ملك فرنسا (1610)
- كارافاجيو (1610)
- هنري هدسون (1611)
- لودولف فان ساولن (1610)
- ديميتري الدجال الثاني (1610)
- تادكتوسو هوندا (1610)
- ابن حمزة المغربي (1611)
- عثمان داي (1610)
- ماتيو ريتشي (1610)

## كتب
- Yves Denis Papin (1998). Chronologie de l'histoire ancienne. Lieu de publication non identifié: Éditions Jean-paul Gisserot. ISBN:2-87747-346-5. OCLC:40746926. مؤرشف من الأصل في 2022-03-16.
- موسوعة حضارة العالم (2002) لأحمد محمد عوف.

## روابط خارجية
- تصفح سنة بسنة عقد 1610 على موقع onthisday.com
- تصفح سنة بسنة عقد 1610 ابتداءً من سنة عقد 1610 على موقع المكتبة الوطنية الفرنسية